# Agnieszka Bolesławówna
Agnieszka (ur. 1137, zm. po 1182) – księżniczka polska, księżna perejasławska, włodzimiersko-wołyńska, wielka księżna kijowska z dynastii Piastów.
Córka księcia Polski Bolesława III Krzywoustego i Salomei z Bergu. Żona księcia perejasławskiego, włodzimiersko-wołyńskiego, wielkiego księcia kijowskiego Mścisława Izjasławowica. Matka Romana halickiego, babka króla halicko-wołyńskiego Daniela.

## Życiorys

### Narodziny
Agnieszka – przedostatnie dziecko, a także najmłodsza córka Bolesława Krzywoustego i Salomei – urodziła się w 1137. Roczna data jej narodzin znana jest dzięki Ortliebowi, benedyktynowi z Zwiefalten przebywającemu w 1140 i na początku 1141 na dworze księżnej Salomei w Łęczycy, który w swojej relacji wspomniał, że Agnieszka miała trzy lata. Jako że w 1138 Salomea wydała na świat Kazimierza II Sprawiedliwego, Agnieszka urodziła się rok wcześniej.
Geneza jej imienia nie jest jasna. Mogła je otrzymać prawdopodobnie po żonie swojego przyrodniego brata, Władysława – Agnieszki z Babenbergów, nawet pomimo niechęci do niej Salomei z Bergu. Istnieje również możliwość, że imię najmłodszej Bolesławównie nadano na cześć przyrodniej siostry ojca, Agnieszki, opatki klasztorów w Quedlinburgu i Gandersheim.

### Plany związane z Agnieszką
Na przełomie 1140 i 1141 Salomea z Bergu zwołała wiec do Łęczycy, na którym wraz z synami (głównie Bolesławem i Mieszkiem) oraz możnymi miała zadecydować o przyszłości Agnieszki. Do wyboru były dwie możliwości: przeznaczenie jej do klasztoru benedyktynów w Zwiefalten lub wydanie za jednego z dynastów. Ostatecznie zdecydowano zaręczyć ją z synem któregoś księcia ruskiego i tym samym zdobyć sojusznika przeciw seniorowi Władysławowi. Historycy wysuwają dwie hipotetyczne kandydatury do jej ręki. Pogląd mający w literaturze więcej zwolenników mówi, że miał to być Mścisław Izjasławowic. Przemawia za nim fakt, iż dziesięć lat później Agnieszka go poślubiła. Drugi pogląd jako kandydata do ręki Piastówny wskazuje na jednego z synów wielkiego księcia kijowskiego Wsiewołoda II. Ten miał odrzucić propozycję juniorów i ich matki i zawiązać sojusz z Władysławem II, utwierdzony w 1142 poprzez zaślubiny Zwinisławy Wsiewołodówny z synem księcia śląskiego, Bolesławem.
Na wiec do Łęczycy nie został zaproszony Władysław II, który jako senior miał mieć decydujący głos w sprawie zaręczyn Agnieszki. W odwecie za pominięcie jego osoby na tym zjeździe w zimie 1142/1143 wsparty posiłkami ruskimi przeprowadził akcję zbrojną przeciwko Salomei i jej synom. Pierwsze starcie pomiędzy przyrodnimi braćmi zakończyło się sukcesem najstarszego z synów Bolesława Krzywoustego.

### Małżeństwo z Mścisławem Izjasławowicem
Zapewne między końcem 1149 a 1151 Agnieszka poślubiła Mścisława Izjasławowica z dynastii Rurykowiczów (z linii Monomachowiczów). Wincenty Kadłubek, który dobrze znał koligacje Piastów z Rurykowiczami, w swojej Kronice polskiej nie napisał wprost, że Bolesławówna została wydana za Mścisława. Jednakże pierworodnego syna Mścisława nazwał siostrzeńcem Kazimierza Sprawiedliwego, a pokrewieństwo zachodzące między Romanem Mścisławowicem i Leszkiem Białym określił jako drugiego stopnia. Dodatkowo autor Latopisu hipackiego wdowę po Romanie nazwał jątrwią (żoną brata) Leszka. Wobec powyższego Mścisław musiał ożenić się z którąś córką Bolesława Krzywoustego, a jedyną, która mogła go poślubić, była Agnieszka.
Mąż Piastówny urodził się między 15 kwietnia 1132 a 1135, pochodził z pierwszego małżeństwa Izjasława II. Panował w księstwie perejasławskim, następnie we włodzimiersko-wołyńskim, a w latach 1167–1169 był wielkim księciem kijowskim. Zmarł 19 sierpnia 1170.
Ze związku Agnieszki i Mścisława urodziło się na pewno trzech synów: Roman halicki, Wsiewołod bełski i Włodzimierz brzeski. Spory dotyczą pierworodnego syna Mścisława, Światosława, który przez część badaczy uważany jest za dziecko pozamałżeńskie.

### Śmierć
Ostatnia wzmianka o Agnieszce pochodzi z Kroniki polskiej Kadłubka. Światosław Mścisławowic miał być wygnany przez braci w wyniku zarzutów Bolesławówny, iż nie jest jej synem. Wówczas Kazimierz Sprawiedliwy wyprawił się na Brześć i przywrócił go na tron książęcy. Rocznik kapituły krakowskiej informuje o wyprawie ruskiej Kazimierza pod rokiem 1182.
Dalsze losy Agnieszki nie są znane. Nie wiadomo, gdzie zmarła ani gdzie została pochowana.

## Genealogia
| Władysław I Herman ur. 1042–1044 zm. 4 VI 1102 | Władysław I Herman ur. 1042–1044 zm. 4 VI 1102 |                                                        |                                                        | Judyta Przemyślidka ur. 1057–1060 zm. 24 lub 25 XII 1086 | Judyta Przemyślidka ur. 1057–1060 zm. 24 lub 25 XII 1086 |  |  | Henryk z Bergu ur. ? zm. 24 IX p. 1116 | Henryk z Bergu ur. ? zm. 24 IX p. 1116 |                                               |                                               | Adelajda z Mochental ur. ? zm. 1 XII 1125 | Adelajda z Mochental ur. ? zm. 1 XII 1125 |
|                                                |                                                |                                                        |                                                        |                                                          |                                                          |  |  |                                        |                                        |                                               |                                               |                                           |                                           |
|                                                |                                                |                                                        |                                                        |                                                          |                                                          |  |  |                                        |                                        |                                               |                                               |                                           |                                           |
|                                                |                                                | Bolesław III Krzywousty ur. 20 VIII 1086 zm. 28 X 1138 | Bolesław III Krzywousty ur. 20 VIII 1086 zm. 28 X 1138 |                                                          |                                                          |  |  |                                        |                                        | Salomea z Bergu ur. 1093–1101 zm. 27 VII 1144 | Salomea z Bergu ur. 1093–1101 zm. 27 VII 1144 |                                           |                                           |
|                                                |                                                |                                                        |                                                        |                                                          |                                                          |  |  |                                        |                                        |                                               |                                               |                                           |                                           |
|                                                |                                                |                                                        |                                                        |                                                          |                                                          |  |  |                                        |                                        |                                               |                                               |                                           |                                           |
|                                                |                                                |                                                        |                                                        |                                                          |                                                          |  |  |                                        |                                        |                                               |                                               |                                           |                                           |

|                                                   |                                                   | Mścisław Izjasławowic ur. 15 IV 1132–1135 zm. 19 VIII 1170 OO koniec 1149–1151 | Mścisław Izjasławowic ur. 15 IV 1132–1135 zm. 19 VIII 1170 OO koniec 1149–1151 | Agnieszka ur. 1137 zm. po 1182      | Agnieszka ur. 1137 zm. po 1182      |                                                       |                                                       |  |  |
|                                                   |                                                   |                                                                                |                                                                                |                                     |                                     |                                                       |                                                       |  |  |
|                                                   |                                                   |                                                                                |                                                                                |                                     |                                     |                                                       |                                                       |  |  |
|                                                   | ?                                                 |                                                                                |                                                                                |                                     |                                     |                                                       |                                                       |  |  |
| Światosław ur. kon. 1154–pocz. 1155 zm. 1182-1184 | Światosław ur. kon. 1154–pocz. 1155 zm. 1182-1184 | Roman ur. kon. 1155–1156 zm. 19 VI 1205                                        | Roman ur. kon. 1155–1156 zm. 19 VI 1205                                        | Wsiewołod ur. 1157–1162 zm. IV 1195 | Wsiewołod ur. 1157–1162 zm. IV 1195 | Włodzimierz ur. 1158–1167 zm. kon. VIII-pocz. IX 1170 | Włodzimierz ur. 1158–1167 zm. kon. VIII-pocz. IX 1170 |  |  |

Opracowanie na podstawie: D. Dąbrowski, Genealogia Mścisławowiczów, Kraków 2008; D. Dąbrowski, Rodowód Romanowiczów książąt halicko-wołyńskich, Poznań – Wrocław 2002; K. Jasiński, Rodowód pierwszych Piastów, Poznań 2004; Bavaria, nobility (ang.), fmg.ac, [dostęp 2011-09-14]; Swabia, nobility (ang.), fmg.ac, [dostęp 2011-09-14].